# シャルル・ルブラン
シャルル・ル・ブラン（Charles Le Brun, 1619年2月24日洗礼 - 1690年2月12日）は、フランスの画家、室内装飾家、美術理論家。ルイ14世の第一画家としてヴェルサイユ宮殿、ルーヴル宮殿等の内装を担当。王立絵画彫刻アカデミー（後の芸術アカデミー）やゴブラン工場(w:Gobelins Manufactory)の設立運営にも関わり、17世紀フランス工芸・美術界に強い影響を与えた。

## 生涯

### 画家、装飾家として
1619年2月24日、パリで彫刻家の家に生まれる。1632年フランソワ・ペリエに絵画を学び、その後ル・ブランの才能を認めたセギエにより、1634年にシモン・ヴーエの工房へ預けられる。1638年にはすでに宮廷画家としてリシュリューから最初の注文を受けていたが、1642年にセギエの経済的支援により、プッサンと共にローマへ渡り、4年間プッサンの下で最先端の美術を学んだ。
1658年よりル・ブランは、建築家ルイ・ル・ヴォー、造園家ルノートルと共に財務卿ニコラ・フーケが所有するヴォー＝ル＝ヴィコント城の建設に着手した（1661年完成）。ヴォー＝ル＝ヴィコント城はこの3人による初めての共同作品であり、彼らがこの城のために造ったあらゆる景色、製造物による絢爛豪華な新秩序は、その後のルイ14世様式の始まりである。彼らはフーケの失脚後、ヴェルサイユ宮殿を造った。
ルイ14世は、ル・ブランのヴォー＝ル＝ヴィコント城での仕事や、王が依頼したアレクサンドロス大王の歴史画を賞賛、1664年、ル・ブランは王の第一画家（fr:Premier peintre du Roi）として爵位と年間12,000リーブルの年金を与えられた。国王は彼を「古今の最も偉大なフランスの芸術家である」と宣言した。

### 絵画・彫刻アカデミー、ゴブラン工場の設立
ル・ブランは、組織のリーダーとしての才能があり、アカデミーや王立工場の設立のため中心的な役割を担い、それぞれの要職を歴任した。
17世紀前半パリでは、中世から続くギルドの既得権を守るため、ギルドに属さない宮廷美術家の活動は制限されていた。1646年にローマから帰国したル・ブランは、他の宮廷美術家と共に、ギルドからの自由を目指し、ギルドに対抗する拠所として1648年に王立絵画・彫刻アカデミーを設立した。
1660年、ル・ブランはコルベールと共にゴブラン工場の設立に貢献し、工場の責任者となる。彼らが設立したゴブラン工場は、初めはタペストリーだけでなく、王宮で必要なあらゆる什器家具を製造する学校であった。
1661年、王立絵画・彫刻アカデミーの保護副会長に選任されたコルベールは、アカデミーをギルドに代わって美術家を支配し、絶対王政と重商主義政策に奉仕する機関として再編、1663年にル・ブランを学長に推薦した。そこでル・ブランはアカデミズムの基準を作り、アカデミーの発展のために尽くした。彼らは1666年にパリのアカデミーの支部としてローマにアカデミー・ド・フランスを設立した。

シャルル・ル・ブラン作『アレクサンドロス大王のバビロン入場』（1664-1665年）、ルーヴル美術館、パリ

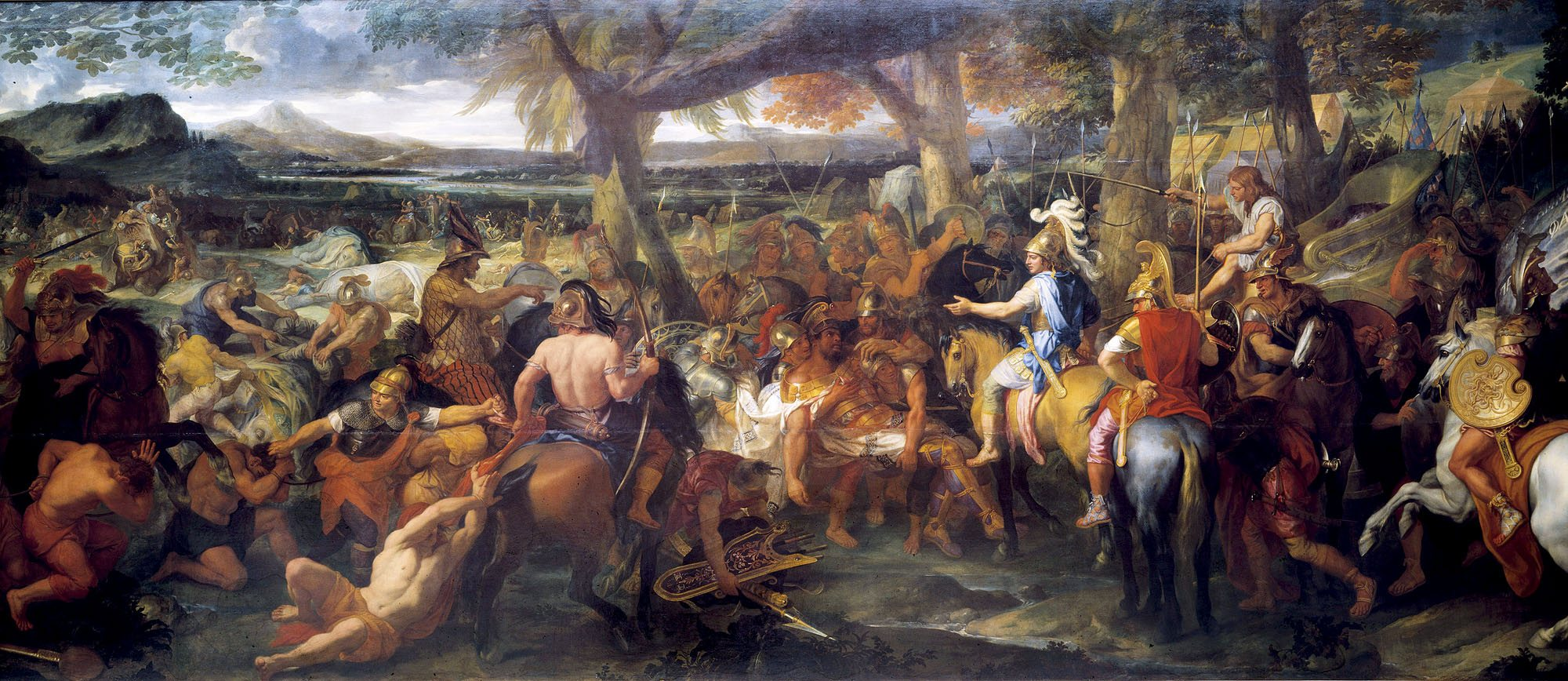
シャルル・ル・ブラン作『アレクサンドロス大王とポロス王』（1673年)、ルーヴル美術館、パリ

コルベールの死後、コルベールの政敵であったルーヴォワが公共事業の最高責任者を継いだ。王は引き続きル・ブランを支持したが、ルーヴォワは、コルベールのお気に入りであったル・ブランを冷遇した。しかしルーヴォワの思惑に反し、ル・ブランはアカデミーの学長に再選される。
ル・ブランは1690年2月12日にパリの私邸で病没した。
ル・ブランは、彼が指導したゴブラン工場とアカデミーを通してフランスの工芸や美術界全体を支配し、フランスで製造されたあらゆる製品に彼の豪華で強烈な個性を刻み込んだ。彼はルイ14世様式の生みの親であり、彼の死後何世紀にも渡ってフランス人の趣味傾向に影響を与えた。

## ギャラリー

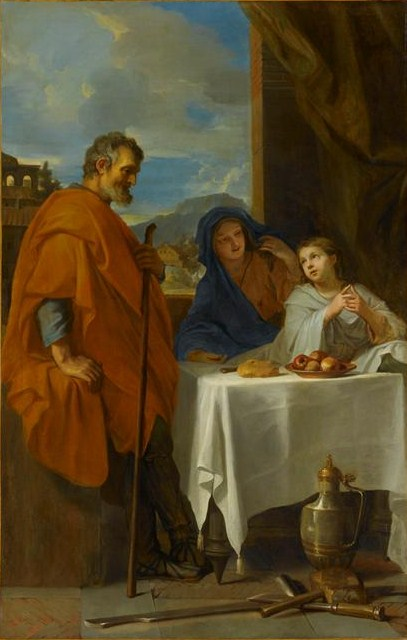
『聖家族』
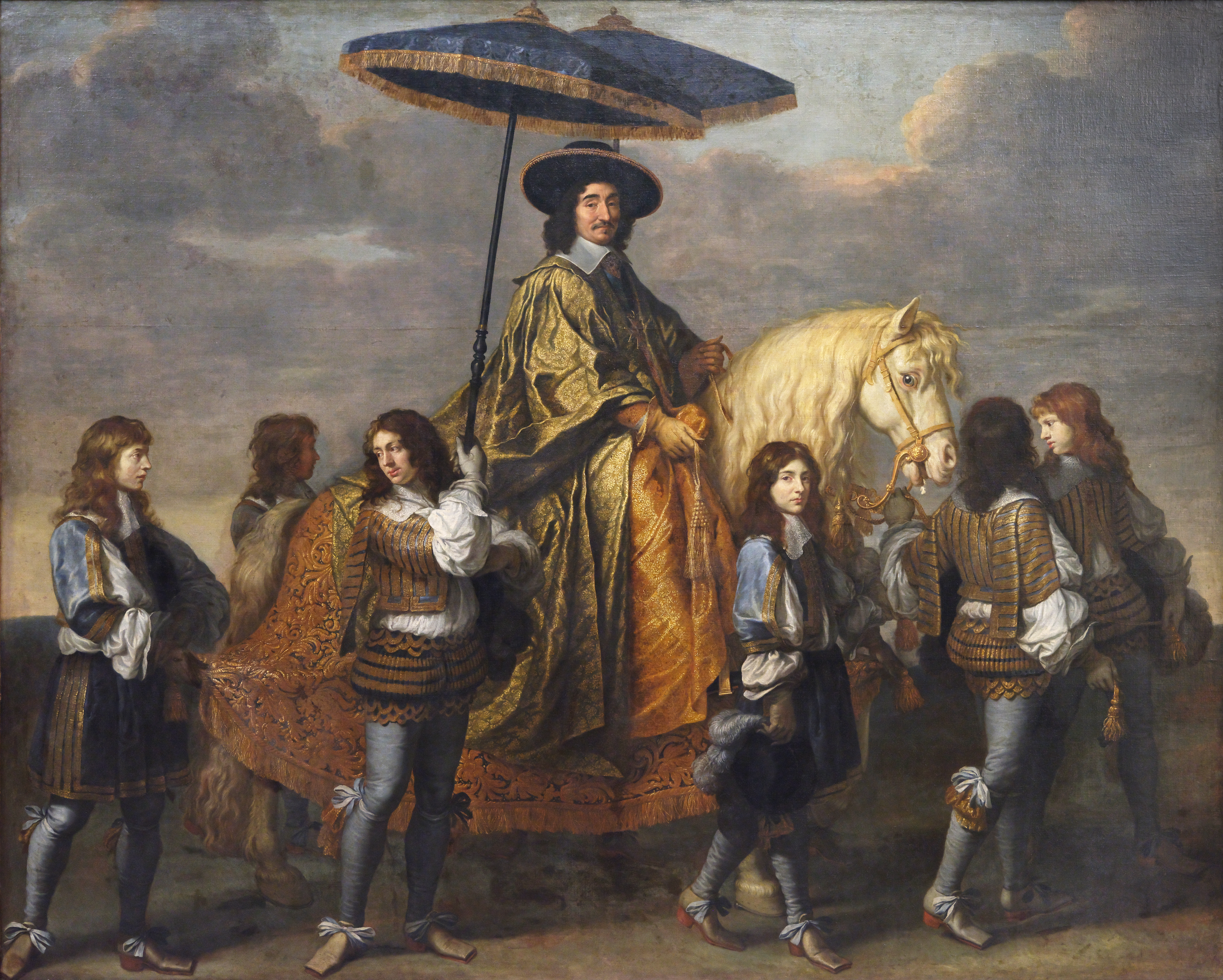
『大法官セギエ』
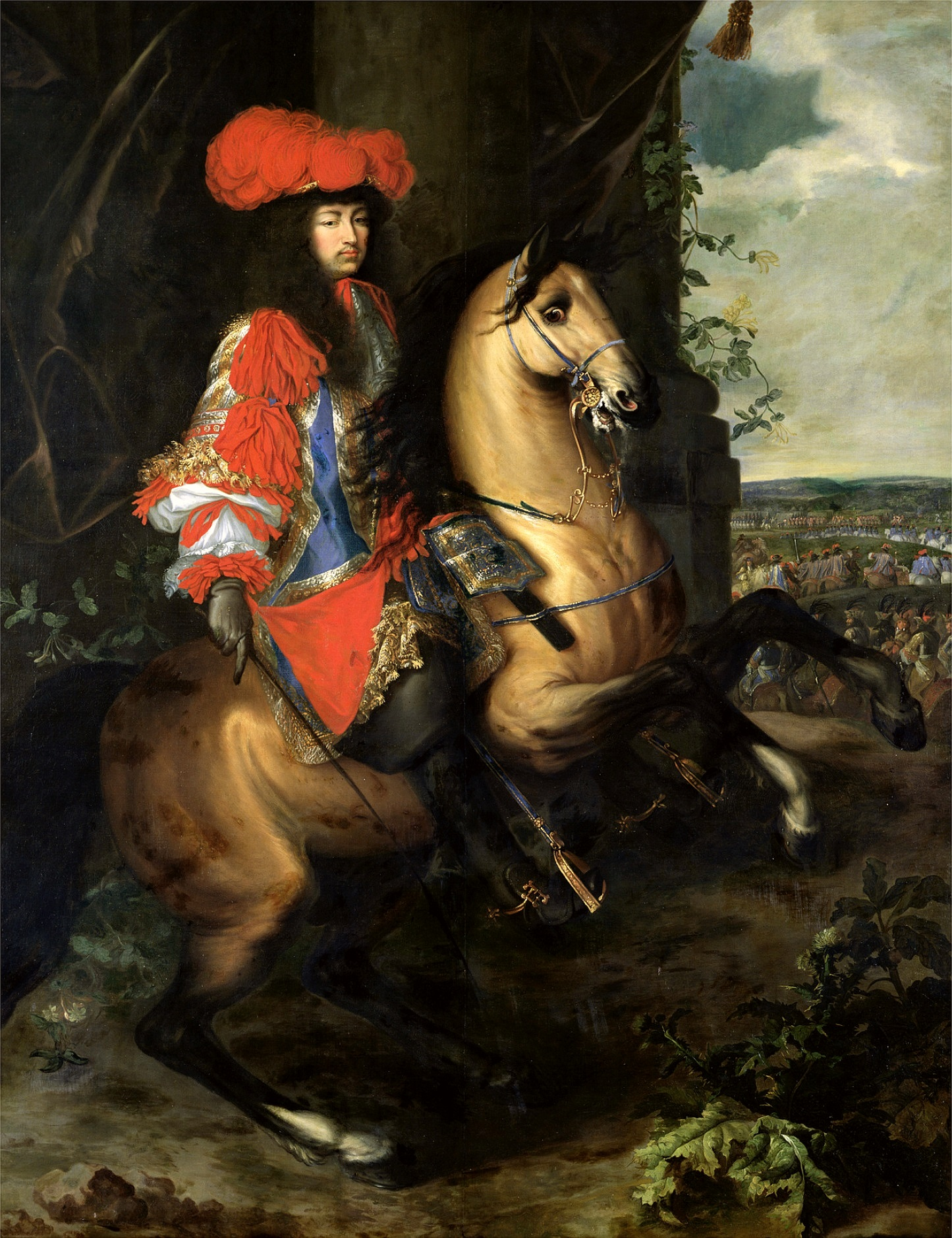
『馬に乗るルイ14世』
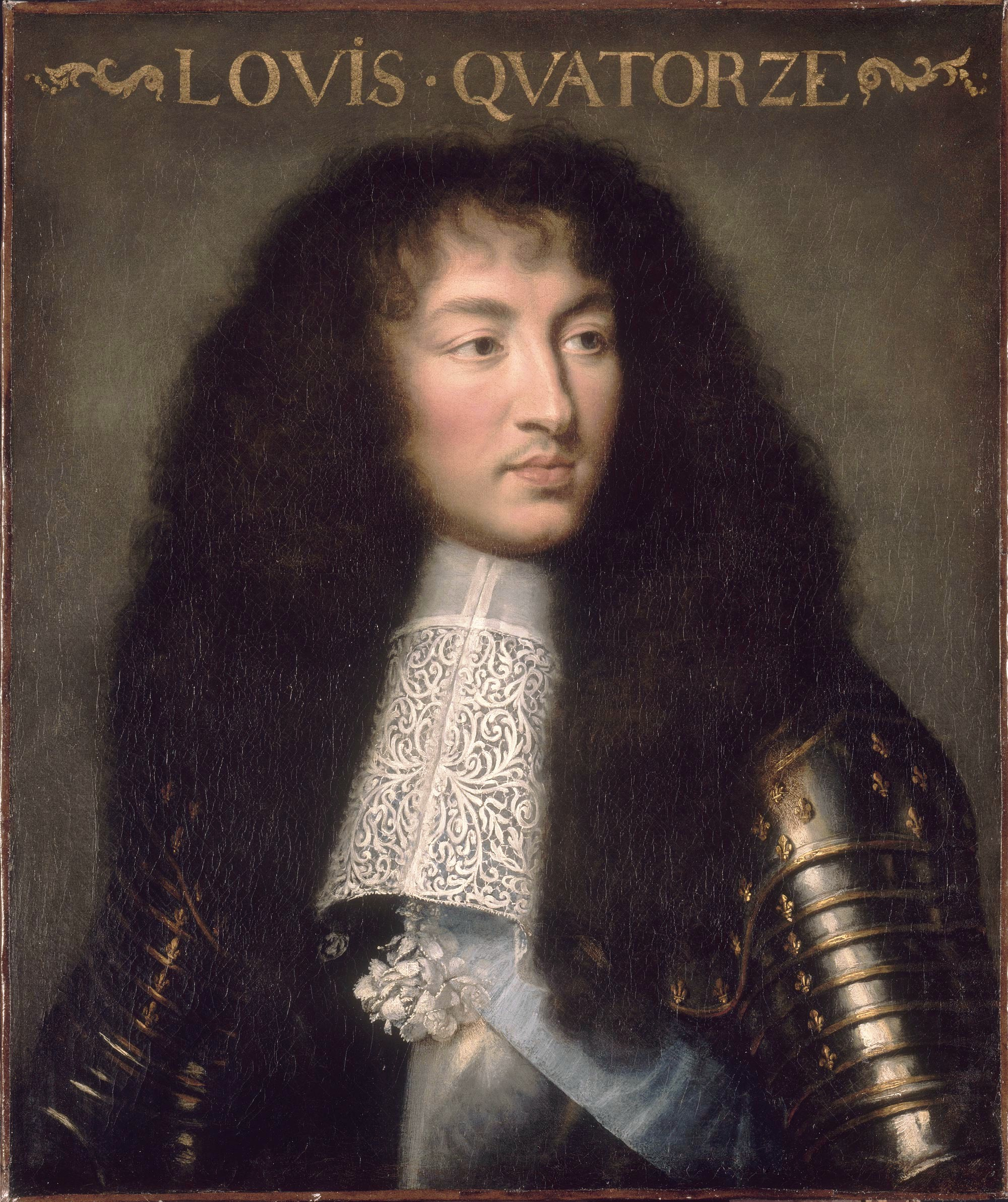
『ルイ14世の肖像』
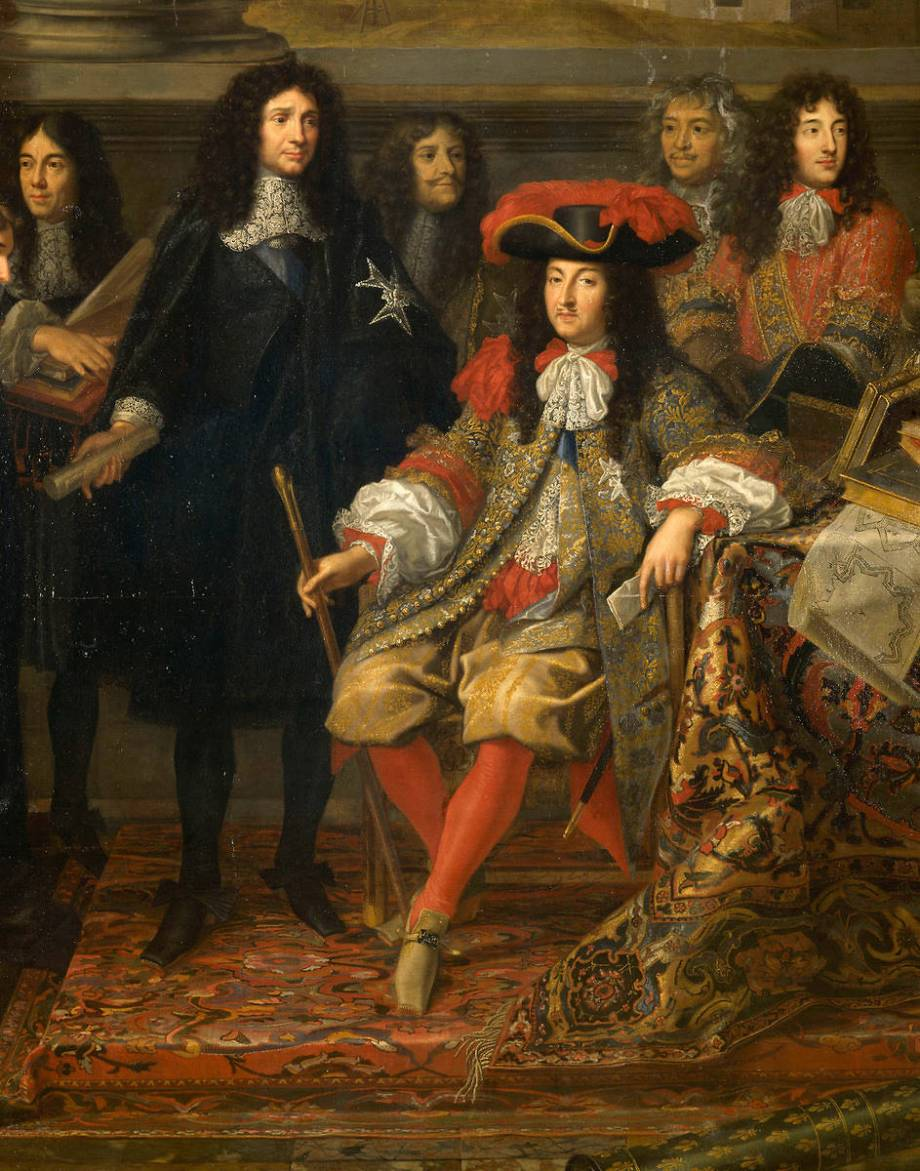
『ルイ14世とコルベール』
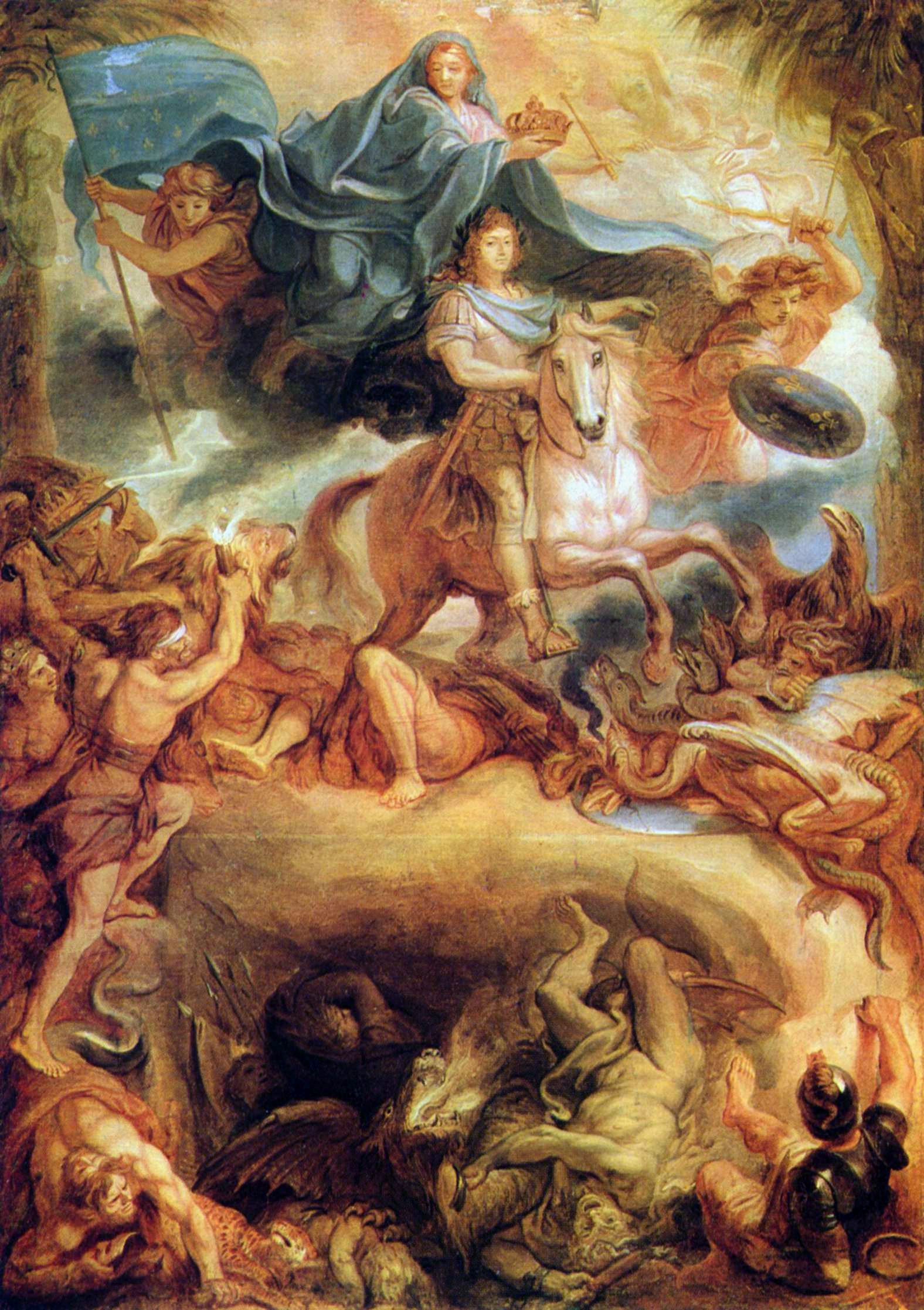
『神となったルイ14世』
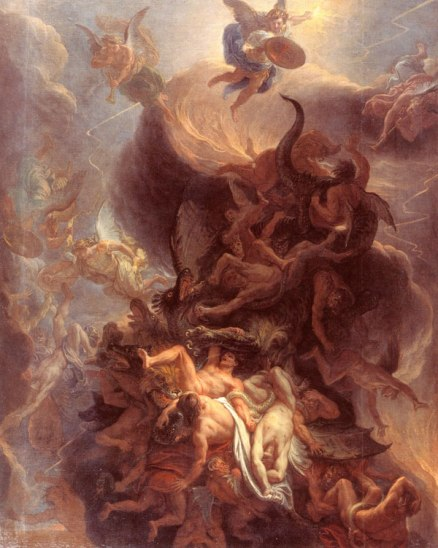
『天国の戦争』
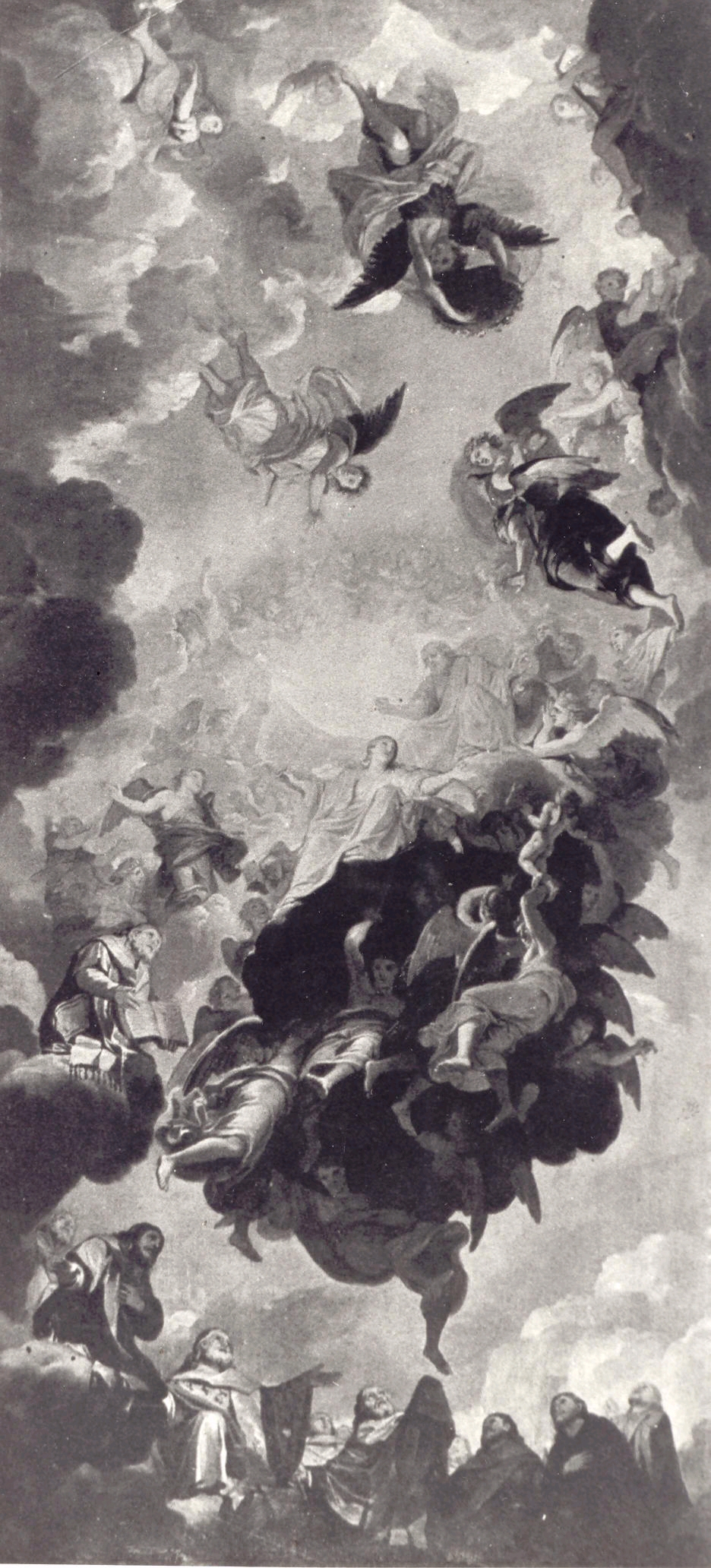
『聖母の被昇天』
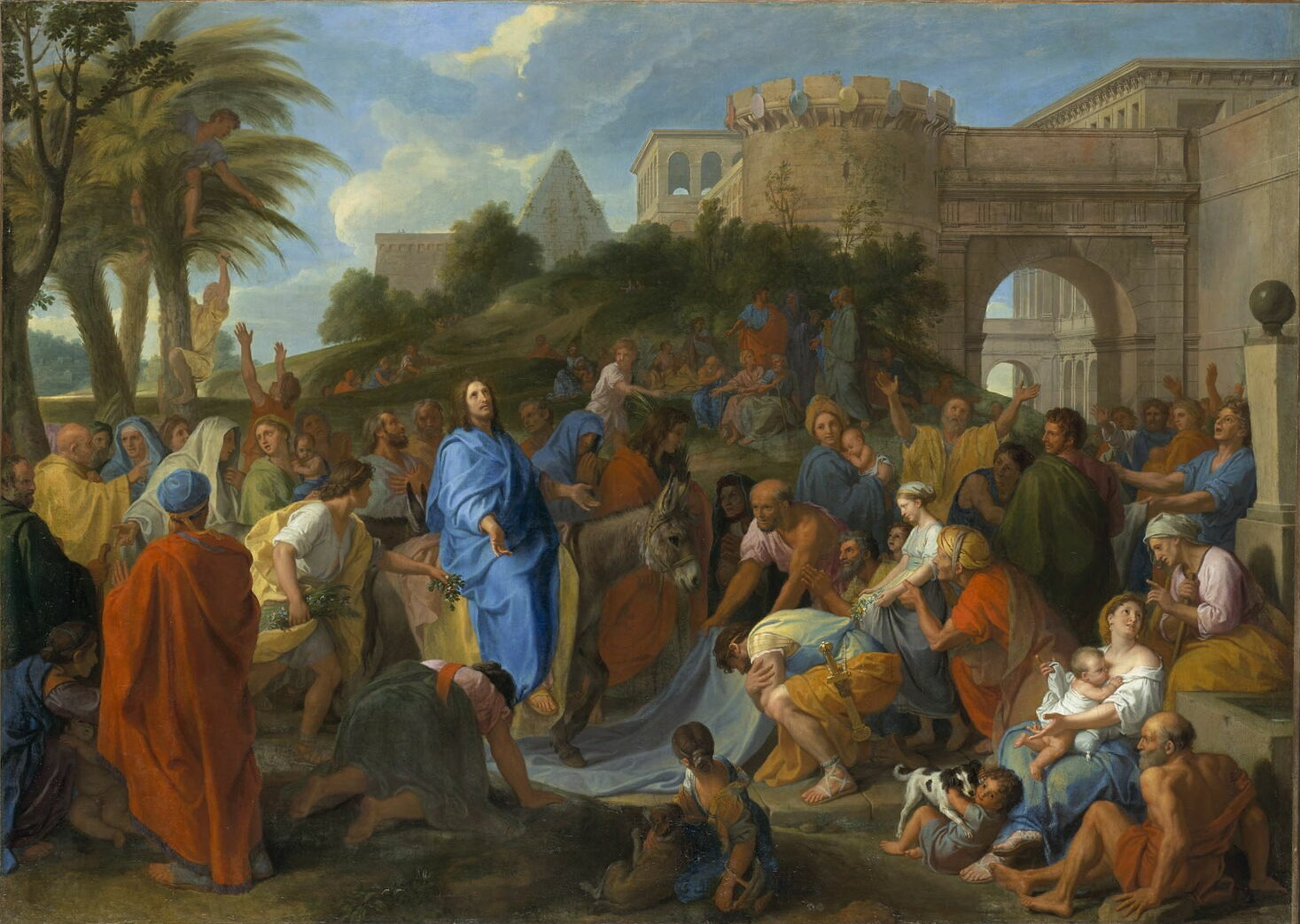
『キリストのエルサレム入城』
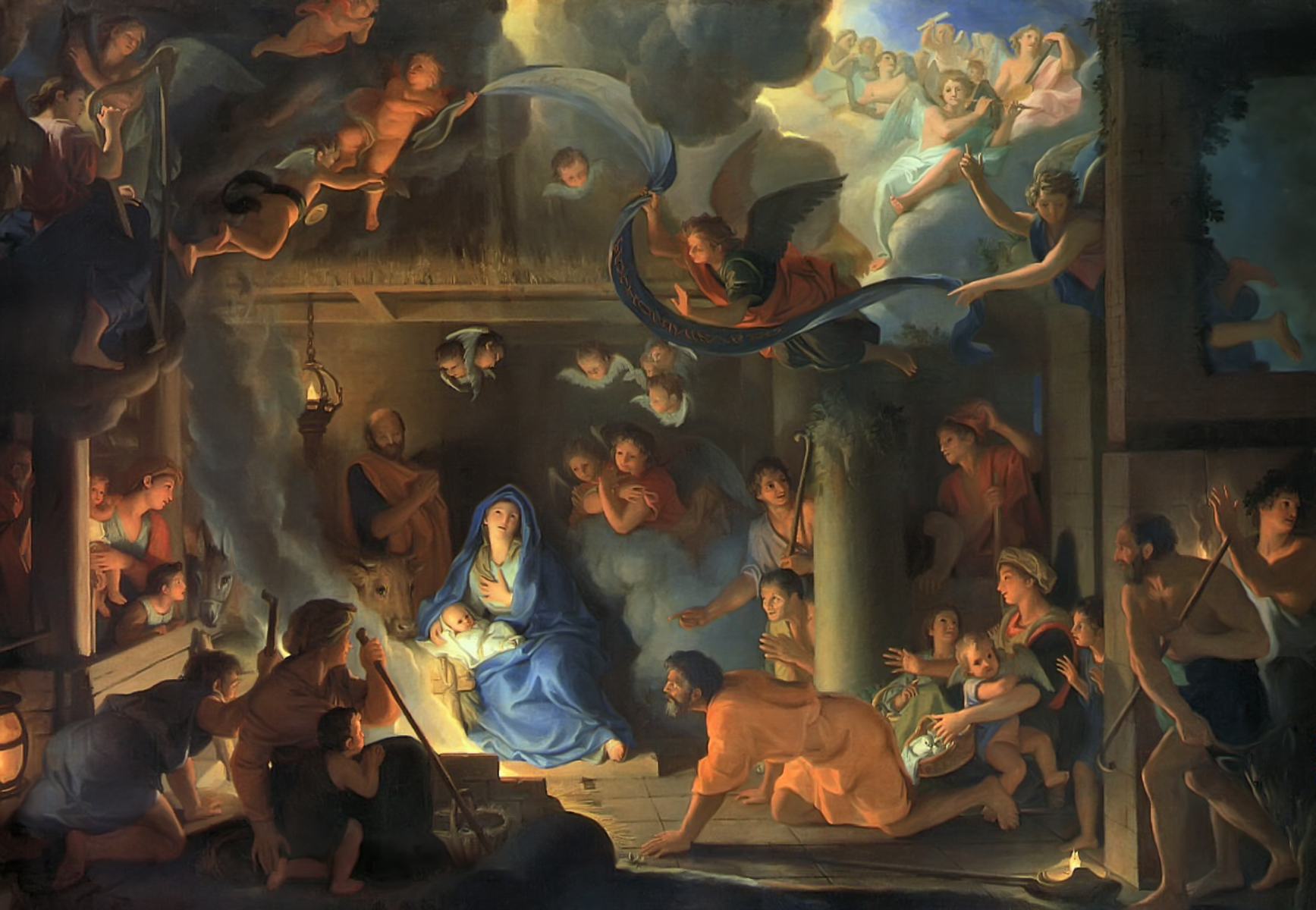
『羊飼いの礼拝』」